# مدل خودهمبسته میانگین متحرک
در علم آمار و پردازش سیگنال مدل خودهمبسته‌ی میانگین-متحرک (autoregressive moving-average model) که به مدل آرما (ARMA) مشهور است و گاهی به آن مدل Box-Jenkins نیز می‌گویند، مدلی است که معمولاً برای سنجش داده‌های سری زمانی مورد استفاده قرار می‌گیرد.
برای داده‌های سری زمانی به صورت Xt، مدل آرما ابزاری برای مطالعه و شاید پیش‌بینی مقادیر آتی چنین سری‌هایی است. این مدل شامل دو بخش خودهمبسته (autoregressive یا به اختصار AR) و میانگین-متحرک (moving-average یا به اختصار MA) است. بنابراین مدل آرما را در ادبیات علمی به صورت (ARMA(p,q نمایش می‌دهند. که در آن p مرتبه مدل AR و q مرتبه مدل MA است.

## مدل خودهمبسته
مدل AR با مرتبه p به صورت زیر است:
{\displaystyle X_{t}=c+\sum _{i=1}^{p}\varphi _{i}X_{t-i}+\varepsilon _{t}.\,}
که در آن {\displaystyle \varphi _{1},\ldots ,\varphi _{p}} پارامترهای مدل هستند. {\displaystyle c} ثابت مدل و {\displaystyle \varepsilon _{t}} خطای نویز سفید مدل است. گاهی ترم خطا برای سادگی توسط بعضی نویسندگان حذف می‌شود.
برای ایستایی (مانایی) چنین مدلی به اعمال بعضی محدودیت‌ها بر پارامترها نیاز داریم. برای مثال مدل (AR(1 با {\displaystyle |\varphi _{1}|\geq 1} ایستا نیست.

## مدل میانگین-متحرک
مدل MA با مرتبه q به صورت زیر تعریف می‌شود:
{\displaystyle X_{t}=\mu +\varepsilon _{t}+\sum _{i=1}^{q}\theta _{i}\varepsilon _{t-i}\,}
در این مدل، θ۱,... , θq پارامترهای مدل هستند. μ امید ریاضی {\displaystyle X_{t}} است (که اگر سری زمانی مرکزگیری شده باشد برابر صفر در نظر گرفته می‌شود). {\displaystyle \varepsilon _{t}}، {\displaystyle \varepsilon _{t-1}}،... نیز ترم‌های خطای نویز سفید مدل است.

## مدل خودهمبسته‌ی میانگین-متحرک
مدل(ARMA(p, q مدلی است با خودهمبستگی مرتبه‌ی p و میانگین متحرک مرتبه‌ی q، و شامل دو مدل ذکر شده در بالا می‌گردد:
{\displaystyle X_{t}=c+\varepsilon _{t}+\sum _{i=1}^{p}\varphi _{i}X_{t-i}+\sum _{i=1}^{q}\theta _{i}\varepsilon _{t-i}.\,}

## در باب ترم‌های خطا
به‌طور کلی فرض می‌شود مقادیر خطای {\displaystyle \varepsilon _{t}}، مقادیری احتمالی با توزیع i.i.d یا independent identically-distributed هستند. و یک توزیع نرمال با میانگین صفر دارند که در آن σ۲ واریانس خطاست.

## تبیین مدل با استفاده از عملگر lag
در بعضی متون مدل‌های مذکور به کمک عملگر lag نشان داده می‌شوند. بر این اساس مدل AR از مرتبه P به صورت:
{\displaystyle \varepsilon _{t}=\left(1-\sum _{i=1}^{p}\varphi _{i}L^{i}\right)X_{t}=\varphi X_{t}\,}
نشان داده شده و در آن {\displaystyle \varphi =1-\sum _{i=1}^{p}\varphi _{i}L^{i}\,} است.
مدل MA از مرتبه q نیز در این حالت می‌شود:
{\displaystyle X_{t}=\left(1+\sum _{i=1}^{q}\theta _{i}L^{i}\right)\varepsilon _{t}=\theta \varepsilon _{t},\,}
که {\displaystyle \theta =1+\sum _{i=1}^{q}\theta _{i}L^{i}\,} است.
و در نهایت مدل(ARMA(p, q را خواهیم داشت:
{\displaystyle \left(1-\sum _{i=1}^{p}\varphi _{i}L^{i}\right)X_{t}=\left(1+\sum _{i=1}^{q}\theta _{i}L^{i}\right)\varepsilon _{t}\,,}
که به توجه به تعاریف بالا می‌توان آن را به صورت {\displaystyle \varphi X_{t}=\theta \varepsilon _{t}\,} بازنویسی کرد.

## مدل‌های اقتصادسنجی قابل اعمال
به‌طور کلی می‌توان به کمک روش حداقل مربعات یعنی با مینیمم کردن مقادیر خطای مدل، تخمینی از پارامترهای مدل ARMA به دست داد. برای یافتن مقادیر مناسب pوq در مدل (ARMA(p,q می‌توان از رسم نمودار توابع خود همبستگی نسبی(Partial Autocorrelation Function) برای p و رسم نمودار توابع خودهمبستگی (Autocorrelation Function) برای تخمین q، مدد جست. استفاده از ملاک AIC نیز برای تعیین مقادیر p,q توسط برخی محققان توصیه شده‌است.

## کاربردها
مدل آرما زمانی مناسب است که سیستم تابعی از شوک‌های مشاهده ناپذیر باشد. برای مثال قیمت سهام که علاوه بر شوکهای اطلاعاتی در بازار تحت تأثیر شوک‌های رفتاری آحاد نیز هست.

## صورت‌های عمومی تر مدل
وابستگی متغیر Xt به مقادیر پیشین خود و مقادیر خطای εt معمولاً اگر به‌طور خاص قید نگردیده باشد، خطی فرض می‌شود. اگر این وابستگی غیر خطی باشد. این مدل‌ها را nonlinear autoregressive moving average یا NARMA می‌خوانند.
مدل‌های آرما صورت‌های عمومی تر دیگری نیز دارند. مانند مدل‌های autoregressive conditional heteroskedasticity یا ARCH و autoregressive integrated moving average یا ARIMA.
اگر مطالعه روی سری‌های زمانی چندگانه باشد، یک مدل برداری آریما یا به عبارتی VARIMA خواهیم داشت. اگر سری‌های زمانی مذکور دارای حافظه بلندمدت باشند یک مدل بخشی (Fractional) آریما یا به عبارتی FARIMA مناسب خواهد بود. اگر داده‌ها دارای تأثیرات فصلی بود (seasonal effects) آنگاه مدل Seasonal ARIMA یاSARIMA را خواهیم داشت.
مدل دیگر مدل ARMAX است که در آن علاوه بر p ترم اتورگرسیو و q ترم moving average با b ترم سری زمانی برونزای {\displaystyle d_{t}} نیز مواجهیم. مدل در واقع به صورت زیر است:
{\displaystyle X_{t}=\varepsilon _{t}+\sum _{i=1}^{p}\varphi _{i}X_{t-i}+\sum _{i=1}^{q}\theta _{i}\varepsilon _{t-i}+\sum _{i=1}^{b}\eta _{i}d_{t-i}.\,}
که در آن {\displaystyle \eta _{1},\ldots ,\eta _{b}} پارامترهای سری‌های برونزای {\displaystyle d_{t}} هستند.